# Чемпионат Европы по самбо 2011
Чемпионат Европы по самбо 2011 года прошёл в Софии (Болгария) 12-16 мая.

## Медалисты

### Мужчины
| Весовая категория | Золото                      | Серебро                       | Бронза                                                   |
| ----------------- | --------------------------- | ----------------------------- | -------------------------------------------------------- |
| до 52 кг          | Альберт Монгуш · Россия     | Джамбулат Ахмадов · Беларусь  | Тигран Киракосян · Армения Агасиф Самедов · Азербайджан  |
| до 57 кг          | Ушанги Кузанашвили · Грузия | Ислам Гасымов · Азербайджан   | Алексей Полтавцев · Украина Иван Анискевич · Беларусь    |
| до 62 кг          | Александр Паньков · Россия  | Джавидан Гараев · Азербайджан | Игорь Седой · Беларусь Октавиан Наку · Молдова           |
| до 68 кг          | Никита Клецков · Россия     | Мартин Иванов · Болгария      | Бека Имерлишвили · Грузия Дмитрий Базылев · Беларусь     |
| до 74 кг          | Степан Попов · Беларусь     | Каха Мамулашвили · Грузия     | Ашот Даниелян · Армения Александр Шаров · Россия         |
| до 82 кг          | Сергей Кирюхин · Россия     | Алексей Степаньков · Беларусь | Нико Куция · Грузия Жан-Луис Рина · Франция              |
| до 90 кг          | Андрей Казусёнок · Беларусь | Миндия Бодавели · Грузия      | Стилиан Георгиев · Болгария Шейх-Магомед Вакаев · Россия |
| до 100 кг         | Вячеслав Михайлин · Россия  | Ярослав Рытко · Украина       | Мириан Павлиашвили · Грузия Евгений Сёмочкин · Беларусь  |
| свыше 100 кг      | Иван Илиев · Болгария       | Александр Ваховяк · Беларусь  | Михаил Старков · Россия Кирилл Воловик · Украина         |

### Женщины
| Весовая категория | Золото                             | Серебро                     | Бронза                                                      |
| ----------------- | ---------------------------------- | --------------------------- | ----------------------------------------------------------- |
| до 48 кг          | Татьяна Москвина-Штайль · Беларусь | Салиевич Мирела · Сербия    | Полина Рубель · Россия Саргсян Рузанна · Армения            |
| до 52 кг          | Сусанна Мирзоян · Россия           | Марина Жарская · Беларусь   | Остапюк Мария · Украина Кирилова Габриела · Болгария        |
| до 56 кг          | Архипова Анастасия · Беларусь      | Стефанова Калина · Болгария | Ирина Биндер · Россия Морич Диана · Сербия                  |
| до 60 кг          | Илиева Ивелина · Болгария          | Сайко Елена · Украина       | Прокопенко Екатерина · Беларусь Саррет Александра · Франция |
| до 64 кг          | Ирина Громова · Россия             | Иванова Ваня · Болгария     | Паим-Красковская Анжела · Беларусь Бойкова Алина · Украина  |
| до 68 кг          | Марина Кормильцева · Россия        | Омельянова Ирина · Беларусь | Давыдова Марьяна · Молдова Денисенко Виктория · Украина     |
| до 72 кг          | Светлана Галянт · Россия           | Семенюк Мария · Украина     | Легаль Тифани · Франция Радевич Екатерина · Беларусь        |
| до 80 кг          | Мария Оряшкова · Болгария          | Радевич Анна · Беларусь     | Наталья Казанцева · Россия Милишич Тамара · Сербия          |
| свыше 80 кг       | Юлия Борисик · Беларусь            | Давыдко Ольга · Украина     | Жейнова Надя · Болгария Анна Балашова · Россия              |

### Боевое самбо
| Весовая категория | Золото                       | Серебро                   | Бронза                                                   |
| ----------------- | ---------------------------- | ------------------------- | -------------------------------------------------------- |
| до 52 кг          | Эрадж Рахимов · Россия       | Аенов Мирослав · Болгария | Лунгу Димитру · Молдова Черный Сергей · Украина          |
| до 57 кг          | Андрей Будажапов · Россия    | Мурадов Карим · Литва     | Табаков Костадин · Болгария Глущенко Сергей · Украина    |
| до 62 кг          | Иван Давиденко · Россия      | Косев Марко · Болгария    | Северин Игорь · Украина Карлонас Донатас · Литва         |
| до 68 кг          | Варданян Вачик · Армения     | Сергей Манин · Россия     | Тигиняну Валерий · Молдова Лемберанский Расим · Германия |
| до 74 кг          | Чернявский Артур · Латвия    | Дядюра Максим · Украина   | Петров Стефан · Болгария Магдалян Андраник · Армения     |
| до 82 кг          | Мурад Керимов · Россия       | Румен Димитров · Болгария | Александр Фёдоров · Эстония Александр Бордин · Франция   |
| до 90 кг          | Александр Коломиец · Украина | Борис Величков · Болгария | Михаил Мохнаткин · Россия Себастьян Либебе · Франция     |
| до 100 кг         | Николас Мбог · Франция       | Иван Стоянов · Болгария   | Игорь Задерновский · Украина Рамис Терегулов · Россия    |
| свыше 100 кг      | Мартин Маринков · Болгария   | Денис Смолдарев · Эстония | Дмитрий Заболотный · Россия Григорий Кузьменко · Украина |

## Общий медальный зачёт

### Мужчины
| Место | Страна      | Золото | Серебро | Бронза | Всего |
| ----- | ----------- | ------ | ------- | ------ | ----- |
| 1     | Россия      | 5      | 0       | 3      | 8     |
| 2     | Беларусь    | 2      | 3       | 4      | 9     |
| 3     | Грузия      | 1      | 2       | 3      | 6     |
| 4     | Болгария    | 1      | 1       | 1      | 3     |
| 5     | Азербайджан | 0      | 2       | 1      | 3     |
| 6     | Украина     | 0      | 1       | 2      | 3     |
| 7     | Армения     | 0      | 0       | 2      | 2     |
| 8     | Франция     | 0      | 0       | 1      | 1     |
| 8     | Молдова     | 0      | 0       | 1      | 1     |

### Боевое самбо
| Место | Страна   | Золото | Серебро | Бронза | Всего |
| ----- | -------- | ------ | ------- | ------ | ----- |
| 1     | Россия   | 4      | 1       | 1      | 6     |
| 2     | Болгария | 1      | 5       | 2      | 8     |
| 3     | Украина  | 1      | 1       | 5      | 7     |
| 4     | Франция  | 1      | 0       | 2      | 3     |
| 5     | Армения  | 1      | 0       | 1      | 2     |
| 6     | Латвия   | 1      | 0       | 0      | 1     |
| 7     | Литва    | 0      | 1       | 1      | 2     |
| 7     | Эстония  | 0      | 1       | 1      | 2     |
| 9     | Молдова  | 0      | 0       | 2      | 2     |
| 10    | Германия | 0      | 0       | 1      | 1     |